# Bulbophyllum shweliense
Bulbophyllum shweliense är en orkidéart som beskrevs av William Wright Smith. Bulbophyllum shweliense ingår i släktet Bulbophyllum och familjen orkidéer. Inga underarter finns listade i Catalogue of Life.